# دوري دومينيكا لكرة القدم
دوري دومينيكا لكرة القدم هو البطولة الرئيسية لكرة القدم في دومينيكا، وهي دولة جزيرة تقع في منطقة البحر الكاريبي. يُعرف الدوري أيضًا باسم "دوري ديفيس" نسبةً إلى الراعي. يتم تنظيم الدوري من قبل اتحاد دومينيكا لكرة القدم، ويشارك فيه عدة فرق من جميع أنحاء البلاد.
يعتبر الدوري جزءًا أساسيًا من الرياضة في دومينيكا، حيث يتنافس اللاعبون المحترفون والهواة على اللقب. يشكل الدوري منصة للعديد من اللاعبين المحليين للتألق وإظهار مواهبهم، وربما جذب الأنظار للانتقال إلى أندية أكبر في الكاريبي أو خارجها.

تحظى المباريات بشعبية كبيرة بين الجماهير المحلية، وتُقام المباريات في مختلف الملاعب على الجزيرة، مما يعزز من الروح الرياضية والتنافس بين الفرق المختلفة.